# Keegan-Michael Key
Keegan-Michael Key (n. 22 martie 1971) este un actor, scriitor și actor de comedie american. El a devenit cunoscut pentru serialul de comedie Key & Peele difuzat de Comedy Central. A mai jucat în șase sezoane ale seriei MADtv. În 2014 a jucat în primul sezon al seriei Fargo, difuzată de FX și în ultimul sezon al seriei NBC Parks and Recreation. A avut roluri în mai multe filme, inclusiv Hai să fim polițiști!, Tomorrowland și Pitch Perfect 2. În 2016, el a produs și a jucat în Keanu (2016) cu Jordan Peele.

## Viața timpurie
Key s-a născut în Southfield, Michigan, și a crescut în Detroit. El a fost adoptat de Patricia Walsh și Michael Cheie, asistenți sociali. Atât tatăl biologic, cât și cei adoptivi sunt afro-americani, iar mama biologică, Carrie Herr, și cea adoptivă sunt caucaziene. Fiind mulatru a fost o sursă de material de comedie pentru Key. În 1989, a absolvit de la Shrine Catholic High Schoolc din Royal Oak, Michigan. Mai târziu, el a descoperit identitatea mamei sale de naștere, și că a avut doi frați vitregi care au murit, unul dintre ei fiind scriitorul de benzi desenate Dwayne McDuffie.

## Legături externe
- Keegan-Michael Key la Internet Movie Database
- Keegan-Michael Key pe Twitter